# Nemacheilus nilgiriensis
Nemacheilus nilgiriensis és una espècie de peix de la família dels balitòrids i de l'ordre dels cipriniformes.

## Morfologia
Els mascles poden assolir els 5,1 cm de longitud total.

## Distribució geogràfica
Es troba a Tamil Nadu (l'Índia).